# پاها به جلو
پاها به جلو (انگلیسی: Feet First) یک فیلم کمدی پیشا-کد آمریکایی است که در سال ۱۹۳۰ منتشر شد.

## بازیگران
- هارولد لوید
- باربارا کنت
- رابرت مک‌وید
- لیلیان لیتون
- نوآ یانگ
- الک بی. فرانسیس
- آرتور هاوسمن
- ویلی بست
- جیمز فینلیسون
- لیو ویلیس